# Albești (gmina w okręgu Konstanca)
Albești – gmina w Rumunii, w okręgu Konstanca. Obejmuje miejscowości Albești, Arsa, Coroana, Cotu Văii i Vârtop. W 2011 roku liczyła 3428 mieszkańców.